# Порохня Андрій Володимирович
Андрій Володимирович Порохня (нар. 17 лютого 1997, Славутич, Київська область, Україна) — український футболіст, півзахисник.

## Життєпис
Народився в місті Славутич. У ДЮФЛУ з 2011 по 2014 рік виступав за чернігівську «Юність». Окрім цього в сезоні 2013/14 років грав за команду ДЮСШ рідного міста в юнацькому чемпіонаті Київської області. У дорослому футболі дебютував 2014 року виступами в чемпіонаті Київської області за «Оболонь-2». У липні 2015 року підписав контракт з першою командою «пивоварів», але в її складі так і не зіграв жодного офіційного поєдинку.
Наприкінці березня 2016 року став гравцем «Арсеналу-Київщини». У футболці білоцерківського клубу дебютував 20 травня 2016 року в програному (0:3) виїзному поєдинку 24-го туру Другої ліги України проти горностаївського «Миру». Андрій вийшов на поле на 75-ій хвилині, замінивши Артема Швеця. У другій половині травня 2016 року двічі виходив на поле в матчах Другої ліги України. З серпня 2016 до лютого 2018 року виступав за «Авангард» (Корюківка) в аматорському чемпіонаті України. У січні 2017 року побував на перегляді в білоруському клубі «Крумкачи», але до підписання контракту справа так і не дійшла.
Наприкінці лютого 2018 року підсилив «Інгулець-2». У футболці петрівського клубу дебютував 31 березня 2018 року в програному (0:4) виїзному поєдинку 23-го туру групи Б Другої ліги України проти харківського «Металіста 1925». Порохня вийшов на поле на 86-ій хвилині, замінивши Віталія Шморгуна. Першим голом у професіональній кар'єрі відзначився 6 квітня 2018 року на 78-ій хвилині програного (1:3) домашнього поєдинку 24-го туру групи Б Другої ліги України проти дніпровського «Дніпра». Андрій вийшов на поле в стартовому складі та відіграв увесь матч, а на 45-ій хвилині отримав жовту картку. У Другій половині сезону 2017/18 років зіграв 11 матчів у Другій лізі України, в яких відзначився 3-ма голами. З серпня 2018 року по травень 2020 року виступав за «Авангард» (Корюківка) та «Факел» (Липовець), у складі яких виступав у тому числі й в аматорському чемпіонаті України. З 2020 по 2021 рік виступав за ірпінські команди «Кудрівка» та «Кудрівка-2» в чемпіонаті Київської області та аматорському чемпіонаті України.

### ФК «Чернігів»
У червні 2021 року підписав контракт з «Черніговом». У футболці «городян» дебютував 24 липня 2021 року в програному (0:1) виїзному поєдинку 1-го туру групи А Другої ліги України проти «Мункача». Андрій вийшов на поле в стартовому складі та відіграв увесь матч. 18 серпня 2021 року відзначився забитим м'ячем на 12-ій хвилині нічийного (1:1) поєдинку другого раунду Кубку України проти «Чайки» (Петропавлівська Борщагівка). Чернігівці перемогли в серії післяматчевих пенальті (5:3) та вийшли до третього раунду турніру. 22 серпня 2021 року на 75-ій хвилині нічийного (0:0) домашнього поєдинку 5-го туру групи А Другої ліги України проти столичного АФСК «Київ» отримав другу жовту картку та вилучення з поля. 31 серпня 2021 року відзначився другим голом у кубку України, цього разу у воротах «Альянсу» (Липова Долина). 16 жовтня 2021 року на 53-ій хвилині переможного (3:0) виїзного поєдинку 14-го туру групи Б Другої ліги України проти «Любомира» (Ставище) відзначився першим голом у чемпіонаті за «Чернігів». Андрій вийшов на поле в стартовому складі та відіграв увесь матч.